# Violaines

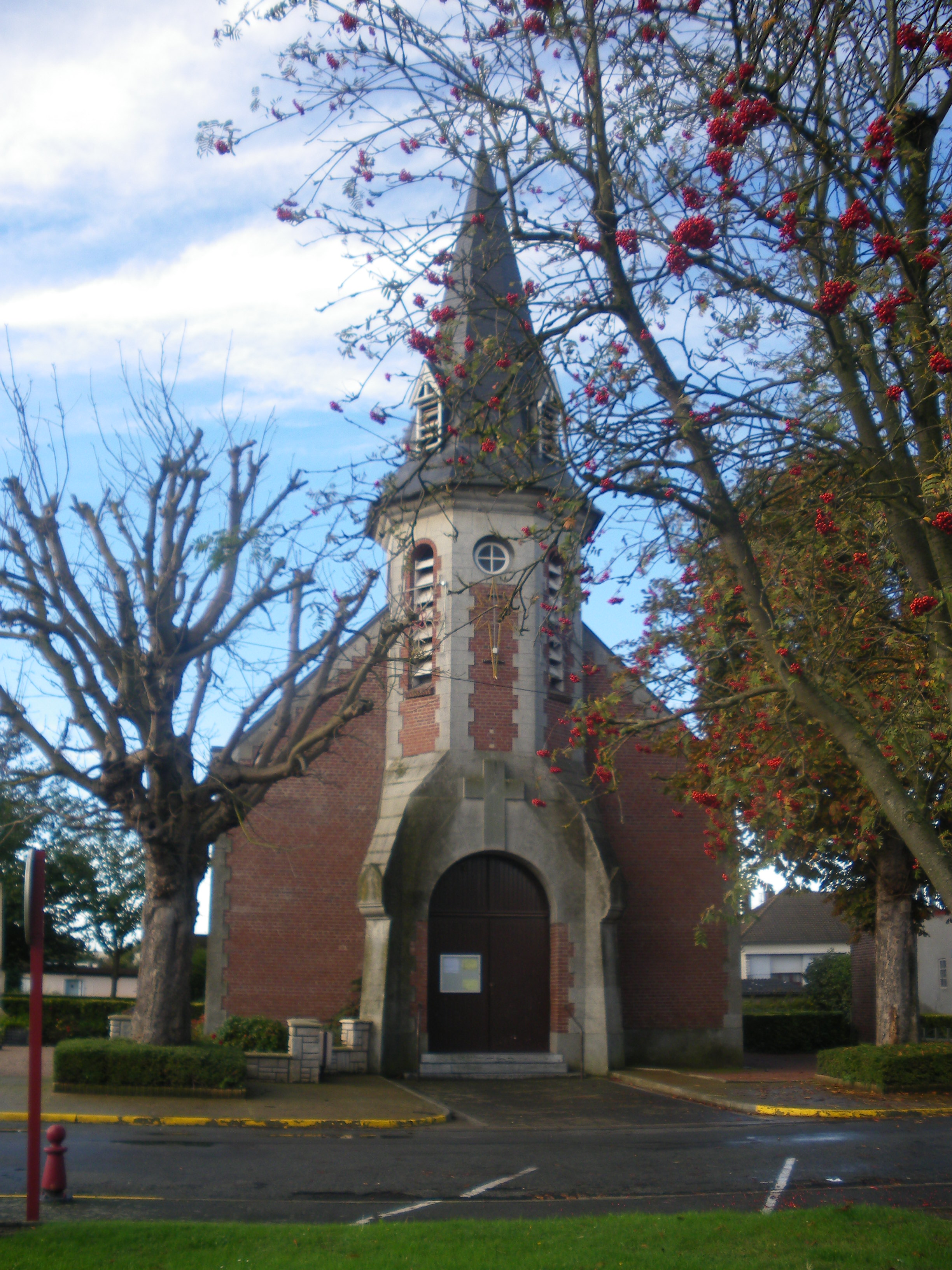
Kościół p.w. św. Wedasta (2013)

Violaines – miejscowość i gmina we Francji, w regionie Hauts-de-France, w departamencie Pas-de-Calais.
Według danych na rok 1990 gminę zamieszkiwały 3524 osoby, a gęstość zaludnienia wynosiła 352 osoby/km² (wśród 1549 gmin regionu Nord-Pas-de-Calais Violaines plasuje się na 249. miejscu pod względem liczby ludności, natomiast pod względem powierzchni na miejscu 323.).